# Liliya Nizamova
Liliya Nizamova –en ruso, Лилия Низамова– (21 de mayo de 1991) es una deportista rusa que compitió en natación sincronizada. Ganó una medalla de oro en el Campeonato Mundial de Natación de 2015, y una medalla de oro en el Campeonato Europeo de Natación de 2016.

## Palmarés internacional
| Campeonato Mundial | Campeonato Mundial    | Campeonato Mundial | Campeonato Mundial |
| Año                | Lugar                 | Medalla            | Prueba             |
| ------------------ | --------------------- | ------------------ | ------------------ |
| 2015               | Kazán (Rusia)         | Medalla de oro     | Combinación libre  |
| Campeonato Europeo |                       |                    |                    |
| Año                | Lugar                 | Medalla            | Prueba             |
| 2016               | Londres (Reino Unido) | Medalla de oro     | Combinación libre  |